# ホンチ

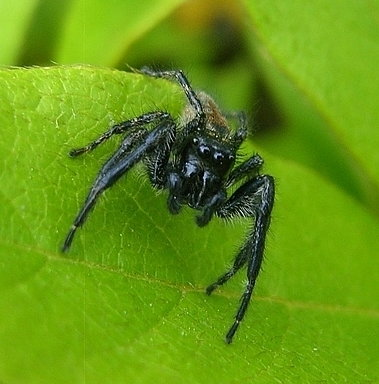
ネコハエトリのオス（Carrhotus xanthogramma）

ホンチまたはフンチとは、ハエトリグモの一種ネコハエトリのオス同士を戦わせる遊び。神奈川県横浜市・同川崎市と千葉県富津市付近で現在も続く昆虫相撲の一つである。この遊びと、遊びに使われるクモのことを横浜・川崎ではホンチ、富津ではフンチと呼ぶ。横浜市では市の「地域無形民俗文化財」に登録されている。
繁殖期に雄が雌を巡って争う習性を利用して4－5月に行われる。江戸時代に富津周辺の漁師の間で海に出れないときの余暇として広まったとされる

## 概要

### 横浜・川崎市のホンチ
ホンチとの直接の関係は不明だが、江戸時代ころには「蜘蛛合わせ」が盛んに遊ばれており、賭けの対象にもなり幕府に禁じられた。
大正時代には、雨で漁に出られない漁師の間で流行した。1924年（大正13年）頃よりこの地域で盛んに行われるようになり、第二次世界大戦後の1960年（昭和35年）頃まで、子供達の娯楽として熱狂的な人気があった。
ホンチの持ち運びケース兼試合リングとなるマッチ箱に似た小箱「ホンチ箱（クモ箱）」が木型職人であった加藤光太郎などの手によって量産され、駄菓子屋で販売された。横浜市では1983年（昭和58年）に遊びの保存・伝承を目指す横浜ホンチ保存会が発足し、現在も毎年大会が開催されている。
2019年（令和元年）11月5日、横浜市内のホンチは横浜市登録地域無形民俗文化財に登録された。
大会に使用したホンチは、元いた場所に（次年度以降の繁殖を期待して）逃がすことが基本である。

### 富津市のフンチ
ホンチと同じく江戸時代から富津市地域で受け継がれ、こちらも第二次世界大戦後の昭和20年代（1945年-1955年代）に子供達の間で爆発的な人気を博した。当時駄菓子屋で販売されていたクモ箱が、最盛期に年間60万箱も生産されていた事からもその人気度が伝わってくる。しかしその人気も、高度経済成長と共に子供達の遊び道具が変化していった事で姿を消してしまった。
1999年（平成11年）に地元のフンチ愛好家が集まり、富津フンチ愛好会を結成し、10代～80代の会員が60名以上集い次世代に繋げていこうと活動を開始した。毎年5月の大型連休に横綱決定戦を開催し、一般の参加者も含めトーナメント形式で横綱を決定している。毎年メディアにも取り上げられ、参加者、見学者含め300名を超えるイベントとなっている（2014年現在）。年々見学者も増加し、富津市の町おこしとして1大イベントになっている。
横浜のホンチは市により文化財に登録されたがフンチは無指定であるため、富津フンチ愛好会は無形民俗文化財の指定（または登録）を目指し毎年5月に大会開催などの活動を行っている。
2024年（令和6年）12月16日、日本ユネスコ協会連盟は富津市のくも合戦をプロジェクト未来遺産として認定及び登録した。